# 31873 Toliou
31873 Toliou è un asteroide della fascia principale. Scoperto nel 2000, presenta un'orbita caratterizzata da un semiasse maggiore pari a 2,3959723 au e da un'eccentricità di 0,1323713, inclinata di 3,22636° rispetto all'eclittica.